# Höhbeck
Höhbeck é um município da Alemanha localizado no distrito de Lüchow-Dannenberg, estado da Baixa Saxônia.
Pertence ao Samtgemeinde de Gartow.